# Хехлово
Хехлово (пол. Chechłowo) — село в Польщі, у гміні Дорогичин Сім'ятицького повіту Підляського воєводства.
Населення — 130 осіб (2011).
У 1975-1998 роках село належало до Білостоцького воєводства.

## Демографія
Демографічна структура станом на 31 березня 2011 року:
|          | Загалом | Допрацездатний вік | Працездатний вік | Постпрацездатний вік |
| -------- | ------- | ------------------ | ---------------- | -------------------- |
| Чоловіки | 68      | 13                 | 44               | 11                   |
| Жінки    | 62      | 14                 | 30               | 18                   |
| Разом    | 130     | 27                 | 74               | 29                   |